# Stenobrachius
A Stenobrachius a sugarasúszójú halak (Actinopterygii) osztályának Myctophiformes rendjébe, ezen belül a gyöngyöshalfélék (Myctophidae) családjába tartozó nem.

## Rendszerezés
A nembe az alábbi 2 faj tartozik:
- Stenobrachius leucopsarus (Eigenmann & Eigenmann, 1890)
- Stenobrachius nannochir (Gilbert, 1890)